# Heautontimoroumenos
 (septembre 2017).
Si vous disposez d'ouvrages ou d'articles de référence ou si vous connaissez des sites web de qualité traitant du thème abordé ici, merci de compléter l'article en donnant les références utiles à sa vérifiabilité et en les liant à la section « Notes et références ».
L'Heautontimoroumenos (« Puni par soi-même », plus souvent traduit en français « Le Bourreau de soi-même ») est l'une des plus célèbres comédies du poète latin Térence. 
Probablement représentée pour la première fois en 163 av. J.-C., son titre et son intrigue font explicitement référence à la pièce homonyme de Ménandre, Ἑαυτοντιμωρούμενος / Heautontimôroúmenos, qui lui est antérieure de près d'un siècle.

## Histoire de l'œuvre

### Date
L'ordre précis de composition des œuvres de Térence étant difficile à établir avec certitude, il n'est pas clairement établi si Heautontimoroumenos est la deuxième, la troisième, ou même la quatrième pièce de son auteur. Elle a semble-t-il été représentée pour la première fois en -163, les manuscrits donnant pour date de composition le consulat de Marcus Juventius Thalna et de Tiberius Sempronius Gracchus. Ces mêmes manuscrits donnent du reste pour date de première représentation les jeux mégalésiens des édiles curules Cornelius Lentulus et Lucius Valerius Flaccus,.

### Contexte
À cette époque, Térence était encore un jeune auteur (selon les dates que l'on accepte traditionnellement, il aurait eu seulement 22 ans) qui venait d'essuyer deux ans plus tôt un échec important avec sa pièce l'Hécyre, peut-être en partie à cause de la relative décote des comédies grecques pallidatæ après la mort de grands auteurs de ce genre comme Plaute et Ennius. Quoi qu'il en soit, la pièce comprend en guise de prologue un long plaidoyer d'un des metteurs en scène, destiné à parer à d'éventuelles critiques et à exciter la sympathie du spectateur. Grâce à la présence avant ce prologue d'une longue didascalie, le nom des deux metteurs en scène et du compositeur de la musique ayant participé à cette première représentation sont également attestés, ce qui révèle des informations sur la pratique théâtrale de l'époque.
Au vu du grand nombre de citations de la pièce que donnent des auteurs comme Cicéron, Varron et Horace, et de la mention fréquente du personnage de Ménédème dans l'épigraphie latine – notamment à Pompéi –, il y a lieu de penser que la pièce connut un grand succès[Interprétation personnelle ?]. Fait extrêmement rare pour l'époque, il n'est d'ailleurs pas impossible qu'elle ait été rejouée du vivant de l'auteur en 146 av. J.-C., comme le laisse à penser une tradition manuscrite donnant la date du consulat de Cnaeus Cornelius Lentulus.

### Traditions manuscrites
Selon le bilan établi en 1942 par Jules Marouzeau, seul un manuscrit antique des œuvres de Térence nous serait parvenu ; à savoir le Codex Vaticanus 3226, daté de la fin du IVe siècle ou du début du Ve siècle. En sus de ce dernier, nous disposons, toujours selon Marouzeau, d'environ 25 manuscrits médiévaux répartis en deux traditions codicologiques distinctes, toutes deux postérieures à une récension faite par un savant byzantin nommé Calliopius. Il est cependant à noter qu'une partie de ces 25 manuscrits est d'origine mixte entre ces deux traditions, et que certains manuscrits comme le Parisianus 10304 (très utilisé par l'édition Lindsay-Kauer de 1926) présentent d'importantes corrections du texte d'origine. Selon Marouzeau, on dispose enfin d'une vingtaine de fragments et autres copies très altérées du texte, ainsi que de quelques citations chez d'autres auteurs antiques.

### Style de composition
Comme mentionné en introduction, l'intrigue de Heautontimoroumenos n'est pas une création originale, ce que reconnaît le prologue en prétendant donner ex integra græca integram comœdiam « une comédie neuve issue d'une [comédie] grecque novatrice ». Néanmoins, la pièce homonyme de Ménandre ne nous étant parvenue que de manière fragmentaire, il est impossible de déterminer précisément dans quelle mesure Térence s'est contenté d'adapter son modèle et dans quelle mesure il s'en est écarté.
Quoi qu'il en soit, le prologue décrit cette pièce comme duplex quæ ex argumento facta est simplici « une [pièce] double qui a été faite d'un argument simple », ce qui semble opposer la duplicité de l'intrigue (centrée autour des amours de Clinia et de Clitiphon) à l'unité de l'action assurée par le personnage de Ménédème. Le prologue revendique également à l'œuvre l'ambition d'être une pura oratio « un pur dialogue », syntagme dont l'interprétation exacte fait encore l'objet de débat, mais qui semble indiquer que Térence favorise le diverbium par rapport aux parties chantées, faisant de l'Heautontimoroumenos une pièce centrée davantage sur le dialogue (stataria) qu'une pièce centrée sur les péripéties (motoria).
D'un point de vue formel, Heautontimoroumenos est de composition assez classique : il s'agit d'une comédie à la grecque principalement rédigée en sénaire iambique, fondée sur des archétypes et comprenant quelques parties musicales. Son intrigue est située en Grèce aux alentours d'Athènes, mais il est à noter qu'il s'agit d'un rare exemple de pièce antique dont l'intrigue se déroule sur deux jours, ce qui suppose un entracte entre les actes IV et V.

### Personnages
Il s'agit d'une pièce à onze personnages, chacun représentant un certain archétype adapté de la tradition grecque antérieure.

## Intrigue
La pièce met en scène le conflit qui oppose Ménédème à son fils Clinia : le père a contraint le fils à s'expatrier, car il condamne l'amour de son fils pour Antiphila. Mais le fils lui manque et, pour se punir de sa méchanceté, le père s'impose une vie rude. De retour, Clinia se cache chez Chrémès, le voisin de Ménédème et père d'Antiphila. Cette dernière est particulièrement riche. L'esclave Syrus persuade Ménédème de recevoir Bacchis, une courtisane qu'aime en secret Clitiphon, le fils de Chrémès. Ménédème accepte cette courtisane chez lui, alors qu'il avait refusé la présence d'Antiphila aux côtés de Clinia. Clitiphon parvient à soutirer à son père Chrémès 10 mines pour acheter la courtisane. Chrémès apprend qu'il s'est fait berner : son fils ne lui a pas dit qu'il aimait une courtisane et encore moins qu'il voulait l'acheter. Chrémès a été plus exploité que Ménédème, son voisin, qui n'a fait qu'héberger la courtisane chez lui. Ménédème finit par accepter que son fils Clinia épouse Antiphila. Clitiphon, après avoir rompu avec Bacchis, épouse une fille du voisinage.
On divise traditionnellement l'Heautontimoroumenos en cinq actes, conformément à la théorie d'Ælius Donatus ; néanmoins il y a lieu de penser que ce découpage est postérieur à la composition de l'œuvre[Interprétation personnelle ?].